# Huia modiglianii
Huia modiglianii är en groddjursart som först beskrevs av Doria, Salvidio och Tavano 1999.  Huia modiglianii ingår i släktet Huia och familjen egentliga grodor. IUCN kategoriserar arten globalt som otillräckligt studerad. Inga underarter finns listade i Catalogue of Life.